# متخافيش (ألبوم)
متخافيش هو الالبوم السابع للفنان المصري عمرو دياب، تم إصداره عام 1990.

## قائمة الأغاني
| الرقم | اسم الاغنية    | المدة | الشاعر      | الملحن          | الموزع       |
| ----- | -------------- | ----- | ----------- | --------------- | ------------ |
| 1     | متخافيش        | 05:54 | مجدي النجار | عمرو دياب       | حميد الشاعري |
| 2     | زي الزمان      | 04:16 | مدحت العدل  | عمرو دياب       | حميد الشاعري |
| 3     | ونندم          | 04:02 | مجدي النجار | عمرو دياب       | حميد الشاعري |
| 4     | مشغول          | 04:46 | عادل عمر    | عمرو دياب       | حميد الشاعري |
| 5     | راح اقوللك ايه | 03:29 | مجدي النجار | عمرو دياب       | حميد الشاعري |
| 6     | الله يخليكي    | 04:57 | مجدي النجار | عمرو دياب       | حميد الشاعري |
| 7     | أجمل ما فيكي   | 04:17 | مجدي النجار | عمرو دياب       | حميد الشاعري |
| 8     | حبيتها         | 04:18 | مجدي النجار | حجاج عبد الرحمن | حميد الشاعري |

## الكليبات التي تم تصويرها من الألبوم
1 - ( متخافيش )